# Ambrosini Sagittario
Ambrosini Sagittario byl dolnoplošný italský experimentální letoun, který vycházel z typu Ambrosini S.7.
K trupu letounu S.7 byla přimontována šikmé křídlo a ocasní plochy dřevěné konstrukce. Náběžná hrana křídla svírala s trupem úhel 45°. O pohon letounu se z počátku staral původní pístový motor Alfa Romeo 115-ter o výkonu 225 k, takto upravený letoun byl pojmenován S.7 Freccia. Prototyp Freccia byl později osazen proudovým motorem Turbomeca Marboré o tahu 3,7 kN, který měl vstup vzduchu umístěný v přídi letounu.  Vyustění proudového motoru pak bylo v prostoru pod pilotní kabinou. Letoun si zachoval z typu S.7 podvozek s ostruhovým kolem, které bylo zatahovací a vybavené ochrannou proti horkým spalinám z motoru.
Na tento letoun navázal později typ Ambrosini Sagittario 2, který se viditelně lišil podvozkem příďového typu a jiným zasklením kokpitu.

## Specifikace

### Technické údaje
- Posádka: 1 pilot
- Pohonná jednotka: 1x proudový motor Turbomeca Marboré o tahu 3,7 kN

### Výkony
- Maximální rychlost: 560 km/h

## Uživatelé
- Itálie
  - Italské letectvo pouze v rámci zkušebních testů